# A Night at the Opera (Blind Guardian)
A Night at the Opera is het zevende studioalbum van Blind Guardian, uitgebracht in 2002 door Virgin Records.

## Track listing
1. Precious Jerusalem – 6:21
2. Battlefield – 5:37
3. Under the Ice – 5:44
4. Sadly Sings Destiny – 6:04
5. The Maiden and the Minstrel Knight – 5:30
6. Wait for an Answer – 6:30
7. The Soulforged – 5:18
8. Age of False Innocence – 6:05
9. Punishment Divine – 5:45
10. And Then There Was Silence – 14:05